# Osina (szczyt)
Osina – zalesiony szczyt o wysokości 963 m n.p.m. w Bieszczadach Zachodnich, w Wysokim Dziale. 

## Pieszy szlak turystyczny
Przez wierzchołek prowadzi znakowany na  czerwono Główny Szlak Beskidzki, pomiędzy Cisną a Wołosaniem.